# Graswijk
Graswijk és un vilatge del municipi d'Assen, a la província de Drenthe, Països Baixos. Va ser esmentat per primera vegada a la dècada de 1850, i significa barri prop de l'herba.